# Kremiń-2 Krzemieńczuk
Kremiń-2 Krzemieńczuk (ukr. Футбольний клуб «Кремінь-2» (Кременчук), Futbolnyj Kłub "Kremiń-2" (Kremenczuk)) – filialna drużyna ukraińskiego klubu piłkarskiego Kremiń Krzemieńczuk z siedzibą w mieście Krzemieńczuk w obwodzie połtawskim, w centralnej części kraju, grająca w latach 2022–2024 w Druhiej-lidze.

## Historia
Chronologia nazw:
- 1959: Torpedo-D Krzemieńczuk (ukr. ФК «Торпедо-Д» (Кременчук))
- 1960: Dnipro-D Krzemieńczuk (ukr. ФК «Дніпро-Д» (Кременчук))
- 1986: Kremiń-D Krzemieńczuk (ukr. ФК «Кремінь-Д» (Кременчук))
- 1992: Kremiń-2 Krzemieńczuk (ukr. ФК «Кремінь-2» (Кременчук))
- 2001: klub rozwiązano
- 2003: Kremiń-2 Krzemieńczuk (ukr. МФК «Кремінь-2» (Кременчук))
- 2019: Kremiń-Junior Krzemieńczuk (ukr. ФК «Кремінь-Юніор» (Кременчук))
- 25.06.2020: Kremiń-2 Krzemieńczuk (ukr. ФК «Кремінь-2» (Кременчук))

Druga drużyna piłkarska Torpedo-D została założona w Krzemieńczuku jako drużyna rezerw (litera D to początek słowa Dublerzy) klubu Torpedo Krzemieńczuk w 1959 roku. W następnym roku drużyna zmieniła nazwę na Dnipro-D. W 1986 roku po zmianie nazwy głównej drużyny rezerwy przyjęły nazwę Kremiń-D. Drużyna rezerw sporadycznie brała udział w mistrzostwach obwodu połtawskiego.
Po uzyskaniu niepodległości przez Ukrainę drużyna rezerwowa Kreminia zmieniła nazwę na Kremiń-2. Zespół kontynuował występy w mistrzostwach obwodu połtawskiego. Ale w 2001 roku z przyczyn finansowych klub został rozwiązany.
Dopiero w 2003 klub został odrodzony jako Kremiń-2. W 2019 zespół zmienił nazwę na Kremiń-Junior i debiutował w amatorskich mistrzostwach Ukrainy, w których zajął ostatnie 10.miejsce w grupie 3. W 2020 przywrócił nazwę Kremiń-2.
Latem 2022 roku klub zgłosił się do rozgrywek Druhiej Lihi i otrzymał status profesjonalny. Po dwóch sezonach na trzecim poziomie rozgrywek klub zrezygnował z dalszych występów.

## Barwy klubowe, strój, herb, hymn
|  |  |

Klub ma barwy niebiesko-białe. Piłkarze domowe spotkania zazwyczaj grają w białych koszulkach z niebieskimi rękawami, białych spodenkach oraz białych getrach.

## Sukcesy

### Trofea międzynarodowe
Do chwili obecnej klub jeszcze nigdy nie zakwalifikował się do rozgrywek europejskich.

### Trofea krajowe
| \| \| Zdobyte trofea w rozgrywkach Ukrainy (stan na: 31-05-2025) \| |                                                            |      |          |
| Rozgrywki                                                           | Osiągnięcie                                                | Razy | Sezon(y) |
| · Mistrzostwo                                                       | I miejsce                                                  | 0    |          |
| · Mistrzostwo                                                       | II miejsce                                                 | 0    |          |
| · Mistrzostwo                                                       | III miejsce                                                | 0    |          |
| II liga                                                             | I miejsce                                                  | 0    |          |
| II liga                                                             | II miejsce                                                 | 0    |          |
| II liga                                                             | III miejsce                                                | 0    |          |
| Ukraina                                                             | Zdobyte trofea w rozgrywkach Ukrainy (stan na: 31-05-2025) |      |          |

- Druha liha (D3):
  - 9.miejsce (1x): 2022/23

- wicemistrz obwodu połtawskiego: 2000

## Poszczególne sezony

### Rozgrywki międzynarodowe

#### Europejskie puchary
Nie uczestniczył w rozgrywkach europejskich.

### Rozgrywki krajowe
| \| Ukraina \| Bilans występów klubu w rozgrywkach piłkarskich Ukrainy (Stan na 31 maja 2025 r.) \| \| |                                                                                   |        |       |   |   |   |    |    |     |           |        |        |      |
| Poziom                                                                                                | Rozgrywki                                                                         | Sezony | Mecze | Z | R | P | B+ | B– | Pkt | Lata      | Awanse | Spadki | Naj. |
| I | Wyszcza liha / Premier-liha                                                       | 0      |       |   |   |   |    |    |     |           | 0      | 0      |      |
| II | Persza liha                                                                       | 0      |       |   |   |   |    |    |     |           | 0      | 0      |      |
| III                                                                                                   | Druha liha                                                                        | 2      |       |   |   |   |    |    |     | 2022–2024 | 0      | 0      | 9    |
| IV | Amatorska liha                                                                    | 1      |       |   |   |   |    |    |     | 2019/20   | 0      | 0      | 10   |
| | Puchar Ukrainy                                                                    | 0      |       |   |   |   |    |    |     |           | 0      | 0      |      |
| Ukraina                                                                                               | Bilans występów klubu w rozgrywkach piłkarskich Ukrainy (Stan na 31 maja 2025 r.) |        |       |   |   |   |    |    |     |           |        |        |      |

## Piłkarze, trenerzy, prezydenci i właściciele klubu

### Piłkarze

#### Aktualny skład zespołu
Klub ma wspólną listę zawodników na sezon z pierwszą drużyną Kreminia Krzemieńczuk.

### Trenerzy
...
- 2019–2020:  Ołeksandr Nazarenko
- 15.08.2022–10.11.2022:  Jurij Czumak
- 14.02.2023–25.09.2023:  Jarosław Zdyrko
- 26.09.2023–26.11.2023:  Roman Łoktionow
- 01.01.2024–30.06.2024:  Jarosław Zdyrko

## Struktura klubu

### Stadion
Drużyna rozgrywa swoje mecze domowe w Krzemieńczuku na stadionie Kremiń im. Ołeha Babajewa, który może pomieścić 1529 widzów.

## Kibice i rywalizacja z innymi klubami

### Derby
- Hirnyk-Sport Horiszni Pławni
- Worskła-2 Połtawa
- FK Ołeksandrija-2